# クリス・ドライ
クリス・ドライ（Chris Dry、1988年2月13日 - ）は、南アフリカ共和国のラグビー選手。

## プロフィール
- 南アフリカケープタウン出身[1]。
- ポジションはフランカー(FL)。
- 身長 191cm、体重 98kg

## 略歴
2021年、東京五輪の7人制南アフリカ代表に選ばれた。